# Nașul: Partea a II-a
Nașul Partea a II-a (engleză The Godfather Part II) este un film dramă american din 1974 regizat de Francis Ford Coppola și care are la bază un scenariu de Mario Puzo și Coppola. Filmul este o continuare a peliculei Nașul, fiind urmat la rândul său de Nașul Partea III. Pelicula prezintă continuarea poveștii familiei Corleone, urmărind în paralel ascensiunea tânărului Vito Corleone. Din distribțuie fac parte Al Pacino, Robert Duvall, Diane Keaton, Robert De Niro, John Cazale, Talia Shire, Michael V. Gazzo și Lee Strasberg. 
Nașul Partea a II-a a fost nominalizat la 11 premii Oscar câștigând șase printre care pentru Cel mai Bun Film și pentru Cel mai Bun Actor în Rol Secundar pentru Robert De Niro. Filmul a fost selectat în Registrul Național de Film al Statelor Unite. 
Ecranizare a romanului omonim al lui Mario Puzo.
Continuarea de la "Nașul" prezintă povestea a două generații succesive care luptă pentru putere în familia Corleone. În partea a doua, Coppola prezintă două povești: începutul și ascensiunea unui Don Vito tânăr, jucat cu o abilitate surprinzătoare de Robert De Niro și ascensiunea lui Michael (Al Pacino). În paralel cu istoria lui Vito, de când fuge din Sicilia natală după ce Mafia i-a omorât deja familia până la renumele american, se desfășoară încercarea lui Michael de a supune Las Vegasul.
Readunând multe din talentele care l-au ajutat să facă filmul "Nașul", Coppola a produs un film zguduitor, cu siguranță cea mai bună continuare a unui film.
"Fapt neobișnuit pentru istoria cinematografului, "Nașul II" este mai bun decât "Nașul I" datorită jocului captivant și dinamic al celor doi nași - tânărul și bătrânul - adică Pacino și respectiv De Niro. Secvențele de flash-back sunt superbe reconstituiri ale începutului de secol , operatorul Gordon Willis dându-le o tentă plastică ce face ca acea epocă trecută să arate mai caldă și mai vie decât imaginea crudă a povestirii contemporane ." - The Motion Picture Guide - 1986.

## Distribuție
- Al Pacino – Don Michael Corleone
- Robert Duvall – Tom Hagen
- Robert De Niro – tânărul Vito Corleone
- Diane Keaton – Kay Corleone
- John Cazale – Fredo Corleone
- Talia Shire – Connie Corleone
- Lee Strasberg – Hyman Roth
- Michael V. Gazzo – Frankie Pentangeli
- Morgana King – Mama Carmella Corleone
- G. D. Spradlin – Senatorul Pat Geary
- Richard Bright – Al Neri
- Marianna Hill – Deanna Corleone
- Gastone Moschin – Don Fanucci
- Troy Donahue – Merle Johnson
- Dominic Chianese – Johnny Ola
- B. Kirby , Jr. – tânărul Peter Clemenza
- Frank Sivero – tânărul Genco Abbandando
- Giuseppe Sillato – Don Francesco Ciccio
- Roman Coppola – tânărul Santino Corleone
- John Megna – tânărul Hyman Roth
- Julian Voloshin – Sam Roth
- Larry Guardino – Unchiul lui Vito
- Danny Aiello – Tony Rosato
- John Aprea – tânărul Sal Tessio
- Leopoldo Trieste – Signor Roberto
- Maria Carta – mama de Vito Corleone

## Premii și nominalizări

### Premiul Oscar
- Premiul Oscar pentru cel mai bun actor în rol secundar - Robert De Niro (câștigat)
- Premiul Oscar pentru cea mai bună regie artistică - Dean Tavoularis , Angelo P. Graham , George R. Nelson (câștigat)
- Premiul Oscar pentru cel mai bun regizor - Francis Ford Coppola (câștigat)
- Premiul Oscar pentru cea mai bună coloană sonoră - Nino Rota , Carmine Coppola (câștigat)
- Premiul Oscar pentru cel mai bun film - Francis Ford Coppola , Gray Frederickson , Fred Roos (câștigat)
- Premiul Oscar pentru cel mai bun scenariu adaptat - Francis Ford Coppola , Mario Puzo (câștigat)
- Premiul Oscar pentru cel mai bun actor - Al Pacino (nominalizat)
- Premiul Oscar pentru cel mai bun actor în rol secundar - Michael V. Gazzo (nominalizat)
- Premiul Oscar pentru cel mai bun actor în rol secundar - Lee Strasberg (nominalizat)
- Premiul Oscar pentru cele mai bune costume - Theadora Van Runkle (nominalizat)

### Premiul BAFTA
- BAFTA pentru cel mai bun actor - Al Pacino (câștigat)
- Premiul Anthony Asquith pentru cea mai bună muzică - Nino Rota (nominalizat)
- BAFTA pentru cel mai bun montaj - Peter Zinner , Barry Malkin , Richard Marks (nominalizat)
- BAFTA pentru cel mai promițător tânăr talent - Robert De Niro (nominalizat)

### Premiul Globul de Aur
- Premiul Globul de Aur pentru cel mai bun regizor - Francis Ford Coppola (nominalizat)
- Premiul Globul de Aur pentru cel mai bun film (dramă) (nominalizat)
- Premiul Globul de Aur pentru cel mai bun actor (dramă) - Al Pacino (nominalizat)
- Premiul Globul de Aur pentru cea mai bună coloană sonoră - Nino Rota (nominalizat)
- Premiul Globul de Aur pentru cel mai bun scenariu - Francis Ford Coppola , Mario Puzo (nominalizat)
- Premiul Globul de Aur pentru cel mai promițător nou venit în industria filmului - Lee Strasberg (nominalizat)